# Primetime Emmy Award voor beste vrouwelijke bijrol in een miniserie of televisiefilm
De Primetime Emmy Award voor beste vrouwelijke bijrol in een miniserie of televisiefilm (Engels: Primetime Emmy Award for Outstanding Supporting Actress in a Limited or Anthology Series or Movie ) is een televisieprijs die sinds 1975 elk jaar wordt uitgereikt door de Academy of Television Arts & Sciences. De prijs werd voor het eerst uitgereikt in 1975 en werd gewonnen door Juliet Mills. Hiervoor was de prijs ondergebracht in de andere acteercategorieën.
Nadat Ellen Burstyn in 2006 genomineerd werd voor haar rol in Mrs. Harris kwam er grote kritiek. Zij was slechts 14 seconden in beeld en had een dialoog van 38 woorden. Hierop werden de regels aangepast zodat genomineerden op zijn minst 5% schermtijd moeten krijgen.
Kathy Bates werd zeven keer genomineerd, maar won enkel in 2014.

## Winnaars en genomineerden
De winnaars staan bovenaan in vette letters op een gele achtergrond. De overige actrices die werden genomineerd staan eronder vermeld in alfabetische volgorde.

### 1975-1979
| Jaar             | Actrice                   | Rol                                         | Serie / film | Zender |
| ---------------- | ------------------------- | ------------------------------------------- | ------------ | ------ |
| 1975 (27e)       |                           |                                             |              |        |
| Juliet Mills     | Samantha Cady             | QB VII                                      | ABC          |        |
| Eileen Heckart   | Herman's Mother           | Wedding Band                                | ABC          |        |
| Charlotte Rae    | Helen                     | Queen of the Stardust Ballroom              | ABC          |        |
| Lee Remick       | Lady Margaret             | QB VII                                      | ABC          |        |
| 1976 (28e)       |                           |                                             |              |        |
| Rosemary Murphy  | Sara Delano Roosevelt     | Eleanor and Franklin                        | ABC          |        |
| Lois Nettleton   | Nan Claybourne            | Fear on Trial                               | CBS          |        |
| Lilia Skala      | Mlle. Souvestre           | Eleanor and Franklin                        | ABC          |        |
| Irene Tedrow     | Mary Hall                 | Eleanor and Franklin                        | ABC          |        |
| 1977 (29e)       |                           |                                             |              |        |
| Diana Hyland     | Mickey Lubitch            | The Boy in the Plastic Bubble               | ABC          |        |
| Ruth Gordon      | Cecilia Weiss             | The Great Houdini                           | ABC          |        |
| Rosemary Murphy  | Sara Roosevelt            | Eleanor and Franklin: The White House Years | ABC          |        |
| Patricia Neal    | Sen. Margaret Chase Smith | Tail Gunner Joe                             | NBC          |        |
| Susan Oliver     | Neta "Snookie" Snook      | Amelia Earhart                              | NBC          |        |
| 1978 (30e)       |                           |                                             |              |        |
| Eva Le Gallienne | Fanny Cavendish           | The Royal Family                            | PBS          |        |
| Tyne Daly        | Karen Renshaw             | Intimate Strangers                          | ABC          |        |
| Patty Duke       | Wendy                     | A Family Upside Down                        | NBC          |        |
| Mariette Hartley | Clare Gardiner            | The Last Hurrah                             | NBC          |        |
| Cloris Leachman  | Clara Oddbody             | It Happened One Christmas                   | ABC          |        |
| Viveca Lindfors  | Dr. Rosen                 | A Question of Guilt                         | CBS          |        |
| 1979 (31e)       |                           |                                             |              |        |
| Esther Rolle     | Ruth                      | Summer of My German Soldier                 | NBC          |        |
| Ruby Dee         | Queen Haley               | Roots: The Next Generations                 | ABC          |        |
| Colleen Dewhurst | Mrs. O'Neil               | Silent Victory: The Kitty O'Neil Story      | CBS          |        |
| Eileen Heckart   | Eleanor Roosevelt         | Backstairs at the White House               | NBC          |        |
| Celeste Holm     | Florence Harding          | Backstairs at the White House               | NBC          |        |

### 1980-1989
| Jaar                | Actrice                         | Rol                                   | Serie / film | Zender |
| ------------------- | ------------------------------- | ------------------------------------- | ------------ | ------ |
| 1980 (32e)          |                                 |                                       |              |        |
| Mare Winningham     | Marlene Burkhardt               | Amber Waves                           | ABC          |        |
| Eileen Heckart      | Eleanor Roosevelt               | F.D.R.: The Last Year                 | NBC          |        |
| Patricia Neal       | Mrs. Baumer                     | All Quiet on the Western Front        | CBS          |        |
| Carrie Nye          | Tallulah Bankhead               | Moviola: The Scarlett O'Hara War      | NBC          |        |
| 1981 (33e)          |                                 |                                       |              |        |
| Jane Alexander      | Alma Rose                       | Playing for Time                      | CBS          |        |
| Colleen Dewhurst    | Val                             | The Women's Room                      | ABC          |        |
| Patty Duke          | Lily                            | The Women's Room                      | ABC          |        |
| Shirley Knight      | Frau Lagerfuhrerin Maria Mandel | Playing for Time                      | CBS          |        |
| Piper Laurie        | Magda Goebbels                  | The Bunker                            | CBS          |        |
| 1982 (34e)          |                                 |                                       |              |        |
| Penny Fuller        | Mrs. Kendal                     | The Elephant Man                      | ABC          |        |
| Claire Bloom        | Lady Marchmain                  | Brideshead Revisited                  | PBS          |        |
| Judy Davis          | Young Golda Meïr                | A Woman Called Golda                  | Syndicatie   |        |
| Vicki Lawrence      | Thelma "Mama" Harper            | Eunice                                | CBS          |        |
| Rita Moreno         | Rosella DeLeon                  | Portrait of a Showgirl                | CBS          |        |
| 1983 (35e)          |                                 |                                       |              |        |
| Jean Simmons        | Fee Cleary                      | The Thorn Birds                       | ABC          |        |
| Judith Anderson     | Nurse                           | Kennedy Center Tonight: Medea         | PBS          |        |
| Polly Bergen        | Rhoda Henry                     | The Winds of War                      | ABC          |        |
| Bette Davis         | Alice Gwynne Vanderbilt         | Little Gloria... Happy at Last        | NBC          |        |
| Piper Laurie        | Anne Mueller                    | The Thorn Birds                       | ABC          |        |
| 1984 (36e)          |                                 |                                       |              |        |
| Roxana Zal          | Amelia Bennett                  | Something About Amelia                | ABC          |        |
| Beverly D'Angelo    | Stella DuBois Kowalski          | A Streetcar Named Desire              | ABC          |        |
| Patty Duke          | Martha Washington               | George Washington                     | CBS          |        |
| Cloris Leachman     | Mary Kovacs                     | Ernie Kovacs: Between the Laughter    | ABC          |        |
| Tuesday Weld        | Margie Young-Hunt               | The Winter of Our Discontent          | CBS          |        |
| 1985 (37e)          |                                 |                                       |              |        |
| Kim Stanley         | Big Mama                        | Cat on a Hot Tin Roof                 | PBS          |        |
| Penny Fuller        | Mae                             | Cat on a Hot Tin Roof                 | PBS          |        |
| Ann Jillian         | Nellie Byfield                  | Ellis Island                          | CBS          |        |
| Deborah Kerr        | Emma Harte                      | A Woman of Substance                  | OPT          |        |
| Alfre Woodard       | Claudie Sills                   | Words by Heart                        | PBS          |        |
| 1986 (38e)          |                                 |                                       |              |        |
| Colleen Dewhurst    | Barbara Petherton               | Between Two Women                     | ABC          |        |
| Phyllis Frelich     | Janice Ryder                    | Love Is Never Silent                  | NBC          |        |
| Dorothy McGuire     | Hester Farrell                  | Amos                                  | CBS          |        |
| Vanessa Redgrave    | Tsarevna Sophia                 | Peter the Great                       | NBC          |        |
| Sylvia Sidney       | Beatrice McKenna                | An Early Frost                        | NBC          |        |
| 1987 (39e)          |                                 |                                       |              |        |
| Piper Laurie        | Annie Gilbert                   | Promise                               | CBS          |        |
| Claudette Colbert   | Alice Grenville                 | The Two Mrs. Grenvilles               | NBC          |        |
| Olivia de Havilland | Dowager Empress Maria           | Anastasia: The Mystery of Anna        | NBC          |        |
| Christine Lahti     | Althea Milford                  | Amerika                               | ABC          |        |
| Elizabeth Wilson    | Berenice Bradshaw               | Nutcracker: Money, Madness and Murder | NBC          |        |
| 1988 (40e)          |                                 |                                       |              |        |
| Jane Seymour        | Maria Callas                    | Onassis: The Richest Man in the World | ABC          |        |
| Stockard Channing   | Susan Reinert                   | Echoes in the Darkness                | CBS          |        |
| Ruby Dee            | Elizabeth Keckley               | Lincoln                               | NBC          |        |
| Julie Harris        | Alice                           | The Woman He Loved                    | CBS          |        |
| Lisa Jacobs         | Anne Frank                      | The Attic: The Hiding of Anne Frank   | CBS          |        |
| 1989 (41e)          |                                 |                                       |              |        |
| Colleen Dewhurst    | Margaret Page                   | Those She Left Behind                 | NBC          |        |
| Peggy Ashcroft      | Miss Duber                      | A Perfect Spy                         | PBS          |        |
| Polly Bergen        | Rhoda Henry                     | War and Remembrance                   | ABC          |        |
| Glenne Headly       | Elmira Johnson                  | Lonesome Dove                         | CBS          |        |
| Paula Kelly         | Theresa                         | The Women of Brewster Place           | ABC          |        |

### 1990-1999
| Jaar                 | Actrice                | Rol                                                  | Serie / film |
| -------------------- | ---------------------- | ---------------------------------------------------- | ------------ |
| 1990 (42e)           |                        |                                                      |              |
| Eva Marie Saint      | Lil Altemus            | People Like Us                                       |              |
| Stockard Channing    | Liz Sapperstein        | Perfect Witness                                      |              |
| Colleen Dewhurst     | Hepzibah               | Lantern Hill                                         |              |
| Swoosie Kurtz        | Joanne Winstow-Darvish | The Image                                            |              |
| Irene Worth          | Dolly                  | The Shell Seekers                                    |              |
| 1991 (43e)           |                        |                                                      |              |
| Ruby Dee             | Rowena                 | Decoration Day                                       |              |
| Olympia Dukakis      | Katherine Campbell     | Lucky Day                                            |              |
| Vanessa Redgrave     | Empress of Russia      | Young Catherine                                      |              |
| Doris Roberts        | Mimi                   | The Sunset Gang                                      |              |
| Elaine Stritch       | Rose                   | An Inconvenient Woman                                |              |
| 1992 (44e)           |                        |                                                      |              |
| Amanda Plummer       | Lusia Weiss            | Miss Rose White                                      |              |
| Anne Bancroft        | Kate                   | Broadway Bound                                       |              |
| Bibi Besch           | Lisa Carter            | Doing Time on Maple Drive                            |              |
| Penny Fuller         | Kate Ryan              | Miss Rose White                                      |              |
| Maureen Stapleton    | Tanta Perla            | Miss Rose White                                      |              |
| 1993 (45e)           |                        |                                                      |              |
| Mary Tyler Moore     | Georgia Tann           | Stolen Babies                                        |              |
| Ann-Margret          | Sally Jackson          | Alex Haley's Queen                                   |              |
| Lee Grant            | Dora Cohn              | Citizen Cohn                                         |              |
| Peggy McCay          | Virginia Bembenek      | Woman on the Run: The Lawrencia Bembenek Story       |              |
| Joan Plowright       | Olga                   | Stalin                                               |              |
| 1994 (46e)           |                        |                                                      |              |
| Cicely Tyson         | Castalia               | Oldest Living Confederate Widow Tells All            |              |
| Anne Bancroft        | Lucy Marsden           | Oldest Living Confederate Widow Tells All            |              |
| Swoosie Kurtz        | Mrs. Johnstone         | And the Band Played On                               |              |
| Lee Purcell          | Ann Thielman           | Secret Sins of the Father                            |              |
| Lily Tomlin          | Dr. Selma Dritz        | And the Band Played On                               |              |
| 1995 (47e)           |                        |                                                      |              |
| Judy Davis           | Diane                  | Serving in Silence: The Margarethe Cammermeyer Story |              |
| Shirley Knight       | Peggy Buckey           | Indictment: The McMartin Trial                       |              |
| Sônia Braga          | Regina de Carvalho     | The Burning Season                                   |              |
| Sissy Spacek         | Spring Renfro          | The Good Old Boys                                    |              |
| Sada Thompson        | Virginia McMartin      | Indictment: The McMartin Trial                       |              |
| 1996 (48e)           |                        |                                                      |              |
| Greta Scacchi        | Alexandra              | Rasputin                                             |              |
| Kathy Bates          | Helen Kushnick         | The Late Shift                                       |              |
| Diana Scarwid        | Bess Truman            | Truman                                               |              |
| Mare Winningham      | Sheila                 | The Boys Next Door                                   |              |
| Alfre Woodard        | Queen of Brobdingnag   | Gulliver's Travels                                   |              |
| 1997 (49e)           |                        |                                                      |              |
| Diana Rigg           | Mrs. Danvers           | Rebecca                                              |              |
| Kirstie Alley        | Rose Marie             | The Last Don                                         |              |
| Bridget Fonda        | Anne                   | In the Gloaming                                      |              |
| Glenne Headly        | Ruth                   | Bastard Out of Carolina                              |              |
| Frances McDormand    | Gus                    | Hidden in America                                    |              |
| 1998 (50e)           |                        |                                                      |              |
| Mare Winningham      | Lurleen Wallace        | George Wallace                                       |              |
| Helena Bonham Carter | Morgan                 | Merlin                                               |              |
| Julie Harris         | Leonora                | Ellen Foster                                         |              |
| Judith Ivey          | Lucille                | What the Deaf Man Heard                              |              |
| Angelina Jolie       | Cornelia Wallace       | George Wallace                                       |              |
| 1999 (51e)           |                        |                                                      |              |
| Anne Bancroft        | Gerry Williams         | Deep in My Heart                                     |              |
| Jacqueline Bisset    | Isabelle d'Arc         | Joan of Arc                                          |              |
| Olympia Dukakis      | Sister Babette         | Joan of Arc                                          |              |
| Bebe Neuwirth        | Dorothy Parker         | Dash and Lilly                                       |              |
| Cicely Tyson         | Tante Lou              | A Lesson Before Dying                                |              |
| Dianne Wiest         | Sarah                  | The Simple Life of Noah Dearborn                     |              |

### 2000-2009
| Jaar               | Actrice                  | Rol                                        | Serie / film |
| ------------------ | ------------------------ | ------------------------------------------ | ------------ |
| 2000 (52e)         |                          |                                            |              |
| Vanessa Redgrave   | Edith                    | If These Walls Could Talk 2                |              |
| Kathy Bates        | Miss Hannigan            | Annie                                      |              |
| Elizabeth Franz    | Linda                    | Death of a Salesman                        |              |
| Melanie Griffith   | Marion Davies            | RKO 281                                    |              |
| Maggie Smith       | Betsey Trotwood          | David Copperfield                          |              |
| 2001 (53e)         |                          |                                            |              |
| Tammy Blanchard    | Young Judy Garland       | Life with Judy Garland: Me and My Shadows  |              |
| Anne Bancroft      | Mama Gruber              | Haven                                      |              |
| Brenda Blethyn     | Auguste van Pels         | Anne Frank: The Whole Story                |              |
| Holly Hunter       | Rebecca                  | Things You Can Tell Just by Looking at Her |              |
| Audra McDonald     | Susie Monahan            | Wit                                        |              |
| 2002 (54e)         |                          |                                            |              |
| Stockard Channing  | Judy Shepard             | The Matthew Shepard Story                  |              |
| Joan Allen         | Morgause                 | The Mists of Avalon                        |              |
| Anjelica Huston    | Viviane                  | The Mists of Avalon                        |              |
| Diana Rigg         | Baroness Lehzen          | Victoria and Albert                        |              |
| Sissy Spacek       | Zelda Fitzgerald         | Last Call                                  |              |
| 2003 (55e)         |                          |                                            |              |
| Gena Rowlands      | Virginia                 | Hysterical Blindness                       |              |
| Kathy Baker        | Gladys                   | Door to Door                               |              |
| Anne Bancroft      | Contessa                 | The Roman Spring of Mrs. Stone             |              |
| Juliette Lewis     | Beth                     | Hysterical Blindness                       |              |
| Helen Mirren       | Irene Porter             | Door to Door                               |              |
| 2004 (56e)         |                          |                                            |              |
| Mary-Louise Parker | Harper Pitt              | Angels in America                          |              |
| Julie Andrews      | Nanny                    | Eloise at Christmastime                    |              |
| Anne Heche         | Rowena Larson            | Gracie's Choice                            |              |
| Anjelica Huston    | Carrie Chapman Catt      | Iron Jawed Angels                          |              |
| Angela Lansbury    | Dora                     | The Blackwater Lightship                   |              |
| 2005 (57e)         |                          |                                            |              |
| Jane Alexander     | Sara Roosevelt           | Warm Springs                               |              |
| Kathy Bates        | Helena Mahoney           | Warm Springs                               |              |
| Camryn Manheim     | Gladys Presley           | Elvis                                      |              |
| Charlize Theron    | Britt Ekland             | The Life and Death of Peter Sellers        |              |
| Joanne Woodward    | Francine Whiting         | Empire Falls                               |              |
| 2006 (58e)         |                          |                                            |              |
| Kelly Macdonald    | Gina                     | The Girl in the Café                       |              |
| Ellen Burstyn      | Former Tarnower "Steady" | Mrs. Harris                                |              |
| Shirley Jones      | Aunt Batty               | Hidden Places                              |              |
| Cloris Leachman    | Tarnower's Sister        | Mrs. Harris                                |              |
| Alfre Woodard      | Mrs. Brown               | The Water Is Wide                          |              |
| 2007 (59e)         |                          |                                            |              |
| Judy Davis         | Joan McAllister          | The Starter Wife                           |              |
| Toni Collette      | Kathy Graham             | Tsunami: The Aftermath                     |              |
| Samantha Morton    | Myra Hindley             | Longford                                   |              |
| Anna Paquin        | Elaine Goodale           | Bury My Heart at Wounded Knee              |              |
| Greta Scacchi      | Nola Johns               | Broken Trail                               |              |
| 2008 (60e)         |                          |                                            |              |
| Eileen Atkins      | Miss Deborah Jenkyns     | Cranford                                   |              |
| Laura Dern         | Katherine Harris         | Recount                                    |              |
| Ashley Jensen      | Maggie Jacobs            | Extras: The Extra Special Series Finale    |              |
| Audra McDonald     | Ruth Younger             | A Raisin in the Sun                        |              |
| Alfre Woodard      | Edna Reilly              | Pictures of Hollis Woods                   |              |
| 2009 (61e)         |                          |                                            |              |
| Shohreh Aghdashloo | Sajida                   | House of Saddam                            |              |
| Marcia Gay Harden  | Janina                   | The Courageous Heart of Irena Sendler      |              |
| Janet McTeer       | Clementine Churchill     | Into the Storm                             |              |
| Jeanne Tripplehorn | Jackie O.                | Grey Gardens                               |              |
| Cicely Tyson       | Pearl                    | Relative Stranger                          |              |

### 2010-2019
| Jaar                   | Actrice                               | Rol                                                       | Serie / film |
| ---------------------- | ------------------------------------- | --------------------------------------------------------- | ------------ |
| 2010 (62e)             |                                       |                                                           |              |
| Julia Ormond           | Eustacia Grandin                      | Temple Grandin                                            |              |
| Kathy Bates            | Queen of Hearts                       | Alice                                                     |              |
| Catherine O'Hara       | Aunt Ann                              | Temple Grandin                                            |              |
| Susan Sarandon         | Janet Good                            | You Don't Know Jack                                       |              |
| Brenda Vaccaro         | Margo Janus                           | You Don't Know Jack                                       |              |
| 2011 (63e)             |                                       |                                                           |              |
| Maggie Smith           | Violet, Dowager Countess of Grantham  | Downton Abbey                                             |              |
| Eileen Atkins          | Lady Maud Holland                     | Upstairs, Downstairs                                      |              |
| Melissa Leo            | Lucy Gessler                          | Mildred Pierce                                            |              |
| Mare Winningham        | Ida                                   | Mildred Pierce                                            |              |
| Evan Rachel Wood       | Veda Pierce                           | Mildred Pierce                                            |              |
| 2012 (64e)             |                                       |                                                           |              |
| Jessica Lange          | Constance Langdon                     | American Horror Story                                     |              |
| Frances Conroy         | Moira                                 | American Horror Story                                     |              |
| Judy Davis             | Jill Tankard                          | Page Eight                                                |              |
| Sarah Paulson          | Nicolle Wallace                       | Game Change                                               |              |
| Mare Winningham        | Sally McCoy                           | Hatfields & McCoys                                        |              |
| 2013 (65e)             |                                       |                                                           |              |
| Ellen Burstyn          | Margaret Barrish Worthington          | Political Animals                                         |              |
| Sarah Paulson          | Lana Winters                          | American Horror Story: Asylum                             |              |
| Charlotte Rampling     | Sally Gilmartin                       | Restless                                                  |              |
| Imelda Staunton        | Alma Hitchcock                        | The Girl                                                  |              |
| Alfre Woodard          | Ouiser                                | Steel Magnolias                                           |              |
| 2014 (66e)             |                                       |                                                           |              |
| Kathy Bates            | Madame Delphine LaLaurie              | American Horror Story: Coven                              |              |
| Angela Bassett         | Marie Laveau                          | American Horror Story: Coven                              |              |
| Ellen Burstyn          | Olivia                                | Flowers in the Attic                                      |              |
| Frances Conroy         | Myrtle Snow                           | American Horror Story: Coven                              |              |
| Julia Roberts          | Dr. Emma Brookner                     | The Normal Heart                                          |              |
| Allison Tolman         | Molly Solverson                       | Fargo                                                     |              |
| 2015 (67e)             |                                       |                                                           |              |
| Regina King            | Aliyah Shadeed                        | American Crime                                            |              |
| Angela Bassett         | Desiree Dupree                        | American Horror Story: Freak Show                         |              |
| Kathy Bates            | Ethel Darling                         | American Horror Story: Freak Show                         |              |
| Zoe Kazan              | Denise Thibodeau                      | Olive Kitteridge                                          |              |
| Mo'Nique               | Ma Rainey                             | Bessie                                                    |              |
| Sarah Paulson          | Bette & Dot Tattler                   | American Horror Story: Freak Show                         |              |
| 2016 (68e)             |                                       |                                                           |              |
| Regina King            | Terri LaCroix                         | American Crime                                            |              |
| Kathy Bates            | Iris                                  | American Horror Story: Hotel                              |              |
| Olivia Colman          | Angela Burr                           | The Night Manager                                         |              |
| Melissa Leo            | Lady Bird Johnson                     | All the Way                                               |              |
| Sarah Paulson          | Hypodermic Sally / Billie Dean Howard | American Horror Story: Hotel                              |              |
| Jean Smart             | Floyd Gerhardt                        | Fargo                                                     |              |
| 2017 (69e)             |                                       |                                                           |              |
| Laura Dern             | Renata Klein                          | Big Little Lies                                           |              |
| Judy Davis             | Hedda Hopper                          | Feud: Bette and Joan                                      |              |
| Jackie Hoffman         | Mamacita                              | Feud: Bette and Joan                                      |              |
| Regina King            | Kimara Walters                        | American Crime                                            |              |
| Michelle Pfeiffer      | Ruth Madoff                           | The Wizard of Lies                                        |              |
| Shailene Woodley       | Jane Chapman                          | Big Little Lies                                           |              |
| 2018 (70e)             |                                       |                                                           |              |
| Merritt Wever          | Mary Agnes                            | Godless                                                   |              |
| Sara Bareilles         | Mary Magdalene                        | Jesus Christ Superstar Live in Concert                    |              |
| Penélope Cruz          | Donatella Versace                     | The Assassination of Gianni Versace: American Crime Story |              |
| Judith Light           | Marilyn Miglin                        | The Assassination of Gianni Versace: American Crime Story |              |
| Adina Porter           | Beverly Hope                          | American Horror Story: Cult                               |              |
| Letitia Wright         | Nish                                  | Black Mirror: Black Museum                                |              |
| 2019 (71e)             |                                       |                                                           |              |
| Patricia Arquette      | Dee Dee Blanchard                     | The Act                                                   |              |
| Marsha Stephanie Blake | Linda McCray                          | When They See Us                                          |              |
| Patricia Clarkson      | Adora Crellin                         | Sharp Objects                                             |              |
| Vera Farmiga           | Elizabeth Lederer                     | When They See Us                                          |              |
| Margaret Qualley       | Ann Reinking                          | Fosse/Verdon                                              |              |
| Emily Watson           | Ulana Khomyuk                         | Chernobyl                                                 |              |

### 2020-2029
| Jaar                   | Actrice                                   | Rol                                        | Serie / film |
| ---------------------- | ----------------------------------------- | ------------------------------------------ | ------------ |
| 2020 (72e)             |                                           |                                            |              |
| Uzo Aduba              | Shirley Chisholm                          | Mrs. America                               |              |
| Toni Collette          | Detective Grace Rasmussen                 | Unbelievable                               |              |
| Margo Martindale       | Bella Abzug                               | Mrs. America                               |              |
| Jean Smart             | Agent Laurie Blake                        | Watchmen                                   |              |
| Holland Taylor         | Miss Kincaid                              | Hollywood                                  |              |
| Tracey Ullman          | Betty Friedan                             | Mrs. America                               |              |
| 2021 (73e)             |                                           |                                            |              |
| Julianne Nicholson     | Lori Ross                                 | Mare of Easttown                           |              |
| Renée Elise Goldsberry | Angelica Schuyler                         | Hamilton                                   |              |
| Kathryn Hahn           | Agatha Harkness / Agnes the Nosy Neighbor | WandaVision                                |              |
| Moses Ingram           | Jolene                                    | The Queen's Gambit                         |              |
| Jean Smart             | Helen                                     | Mare of Easttown                           |              |
| Phillipa Soo           | Eliza Hamilton                            | Hamilton                                   |              |
| 2022 (74e)             |                                           |                                            |              |
| Jennifer Coolidge      | Tanya                                     | The White Lotus                            |              |
| Connie Britton         | Nicole Mossbacher                         | The White Lotus                            |              |
| Alexandra Daddario     | Rachel Patton                             | The White Lotus                            |              |
| Kaitlyn Dever          | Betsy Mallum                              | Dopesick                                   |              |
| Natasha Rothwell       | Belinda                                   | The White Lotus                            |              |
| Sydney Sweeney         | Olivia Mossbacher                         | The White Lotus                            |              |
| Mare Winningham        | Diane Mallum                              | Dopesick                                   |              |
| 2023 (75e)             |                                           |                                            |              |
| Niecy Nash-Betts       | Glenda Cleveland                          | Dahmer – Monster: The Jeffrey Dahmer Story |              |
| Annaleigh Ashford      | Irene Banerjee                            | Welcome to Chippendales                    |              |
| Maria Bello            | Jordana Forster                           | Beef                                       |              |
| Claire Danes           | Rachel Fleishman                          | Fleishman Is in Trouble                    |              |
| Juliette Lewis         | Denise                                    | Welcome to Chippendales                    |              |
| Camila Morrone         | Camila                                    | Daisy Jones & the Six                      |              |
| Merritt Wever          | Frankie                                   | Tiny Beautiful Things                      |              |
| 2024 (76e)             |                                           |                                            |              |
| Jessica Gunning        | Martha                                    | Baby Reindeer                              |              |
| Dakota Fanning         | Marge Sherwood                            | Ripley                                     |              |
| Lily Gladstone         | Cam Bentland                              | Under the Bridge                           |              |
| Aja Naomi King         | Harriet Sloane                            | Lessons in Chemistry                       |              |
| Diane Lane             | Nancy "Slim" Keith                        | Feud: Capote vs. The Swans                 |              |
| Nava Mau               | Teri                                      | Baby Reindeer                              |              |
| Kali Reis              | Detective Evangeline Navarro              | True Detective: Night Country              |              |
| 2025 (77e)             |                                           |                                            |              |
| Erin Doherty           | Briony Ariston                            | Adolescence                                |              |
| Ruth Negga             | Barbara Sabich                            | Presumed Innocent                          |              |
| Deirdre O'Connell      | Francis Cobb                              | The Penguin                                |              |
| Chloë Sevigny          | Kitty Menendez                            | Monsters: The Lyle and Erik Menendez Story |              |
| Jenny Slate            | Nikki                                     | Dying for Sex                              |              |
| Christine Tremarco     | Manda Miller                              | Adolescence                                |              |